# Krapfenau
Krapfenau ist ein Gemeindeteil der Stadt Feuchtwangen im Landkreis Ansbach (Mittelfranken, Bayern). Die Gemarkung Krapfenau hat eine Fläche von 14,541 km². Sie ist in 1338 Flurstücke aufgeteilt, die eine durchschnittliche Fläche von 10.867,35 m² haben. In ihr liegen neben dem namensgebenden Ort die Gemeindeteile Bernau, Eschenlach, Hainmühle, Krapfenauer Mühle, Koppenschallbach, Lotterhof, Oberlottermühle, Sankt Ulrich, Schönmühle, Unterlottermühle, Volkertsweiler, Wehlmäusel und Weikersdorf.

## Geografie
Das Dorf liegt am linken Ufer der Sulzach und am Hirtenbach, der im Ort als linker Zufluss in die Sulzach mündet. Der Ort ist von Grünland mit einzelnem Baumbestand und Ackerland umgeben. Die Flurgebiete heißen Haderfeld (Norden), Neuweiher (Nordosten), Saulacke (Südosten) und Hirtenlacke (Süden). 0,5 km östlich liegt das Waldgebiet Kohlplatte, 0,5 km südwestlich die Hart.
Die Kreisstraße AN 41 führt nach Weikersdorf (2 km südöstlich) bzw. an der Hainmühle vorbei nach Feuchtwangen zur Staatsstraße 2222 (4 km nördlich). Gemeindeverbindungsstraßen führen an der Krapfenauer Mühle vorbei zur Hammerschmiede (0,5 km westlich), nach Bernau (1,1 km nördlich) und nach Wehlmäusel (1,7 km östlich).

## Geschichte
Der Ortsname leitet sich wahrscheinlich von dem althochdeutschen Wort Krapfo ab, das Höcker, Ausbiegung oder Rundung bedeutet, womit wohl der Verlauf der Sulzach gemeint ist.
Krapfenau lag im Fraischbezirk des ansbachischen Oberamtes Feuchtwangen. Im Jahr 1732 bestand der Ort aus 13 Anwesen mit 17 Mannschaften. Die Dorf- und Gemeindeherrschaft wurde vom Stiftsverwalteramt Feuchtwangen ausgeübt. Grundherren waren das Stiftsverwalteramt Feuchtwangen (4 Anwesen mit doppelter Mannschaft, 6 Anwesen, 1 Häuslein mit Schmiede), das Kastenamt Feuchtwangen (1 Häuslein mit Zapfwirtschaft) und das Spital der Reichsstadt Dinkelsbühl (Krapfenauer Mühle). Außerdem gab es 1 ansbachische Zollstätte, 1 Schule und 1 Hirtenhaus. An diesen Verhältnissen änderte sich bis zum Ende des Alten Reiches nichts. Von 1797 bis 1808 unterstand der Ort dem Justiz- und Kammeramt Feuchtwangen. 
Mit dem Gemeindeedikt (frühes 19. Jahrhundert) wurde Krapfenau dem Steuerdistrikt Heilbronn zugeordnet. Wenig später entstand die Ruralgemeinde Krapfenau mit den Orten Bernau, Hainmühle, Hammerschmiede, Krapfenauer Mühle, Koppenschallbach, Lotterhof, Oberlottermühle, Sankt Ulrich, Schönmühle, Unterlottermühle, Volkertsweiler, Wehlmäusel und Weikersdorf. Sie war in Verwaltung und Gerichtsbarkeit dem Landgericht Feuchtwangen und in der Finanzverwaltung dem Rentamt Feuchtwangen zugeordnet (1919 in Finanzamt Feuchtwangen umbenannt). Eschenlach wurde erst später von Dentlein am Forst nach Krapfenau umgemeindet. Ab 1862 gehörte Krapfenau zum Bezirksamt Feuchtwangen (1939 in Landkreis Feuchtwangen umbenannt) und von 1943 bis 1973 zum Finanzamt Dinkelsbühl, seit 1973 zum Finanzamt Ansbach. In der Gerichtsbarkeit blieb das Landgericht Feuchtwangen zuständig (1879 in Amtsgericht Feuchtwangen umbenannt), seit 1973 ist es das Amtsgericht Ansbach. Die Gemeinde hatte 1964 eine Gebietsfläche von 14,574 km². Im Zuge der Gebietsreform in Bayern wurde sie am 1. April 1971 nach Feuchtwangen eingemeindet.

### Ehemaliges Baudenkmal
- Haus Nr. 19: ehemaliges Schulhaus, erbaut 1857; zweigeschossiger Ziegelputzbau von 5 zu 3 Achsen mit Satteldach; Kellergeschoss aus gefugten Hausteinquadern; rundbogiger Kellereingang; an der Traufseite Freitreppe mit geschmiedetem Handlauf; eingeschossiger Giebel mit Kröpfchen als Glockenstuhlsockel; Glockenädikula mit Satteldächlein, Knauf und Wetterfahne; am Kröpfchen Jahreszahl „1857“.[16]

### Einwohnerentwicklung
Gemeinde Krapfenau
| Jahr      | 1818   | 1840   | 1852   | 1855   | 1861   | 1867   | 1871   | 1875   | 1880   | 1885   | 1890   | 1895   | 1900   | 1905   | 1910   | 1919   | 1925   | 1933   | 1939   | 1946   | 1950   | 1952   | 1961   | 1970   |
| Einwohner | 420    | 484    | 483    | 503    | 535    | 534    | 529    | 517    | 520    | 525    | 506    | 502    | 517    | 482    | 473    | 479    | 500    | 489    | 438    | 721    | 654    | 572    | 493    | 473    |
| Häuser    | 78     | 73     |        |        |        |        | 100    |        |        | 104    | 100    |        | 105    |        |        |        | 93     |        |        |        | 99     |        | 98     |        |
| Quelle    | [ 10 ] | [ 12 ] | [ 18 ] | [ 18 ] | [ 19 ] | [ 20 ] | [ 21 ] | [ 22 ] | [ 23 ] | [ 24 ] | [ 25 ] | [ 18 ] | [ 26 ] | [ 18 ] | [ 27 ] | [ 18 ] | [ 28 ] | [ 18 ] | [ 18 ] | [ 18 ] | [ 29 ] | [ 18 ] | [ 13 ] | [ 30 ] |

Ort Krapfenau
| Jahr      | 001818 | 001840 | 001861 | 001871 | 001885 | 001900 | 001925 | 001950 | 001961 | 001970 | 001987 |
| Einwohner | 102    | 121    | 117    | 111    | 123    | 147    | 118    | 140    | 115    | 109    | 113    |
| Häuser    | 23     | 18     |        |        | 25     | 26     | 22     | 22     | 26     |        | 26     |
| Quelle    | [ 10 ] | [ 12 ] | [ 19 ] | [ 21 ] | [ 24 ] | [ 26 ] | [ 28 ] | [ 29 ] | [ 13 ] | [ 30 ] | [ 1 ]  |

## Religion
Der Ort ist seit der Reformation evangelisch-lutherisch geprägt und bis heute nach St. Johannis (Feuchtwangen) gepfarrt. Die Einwohner römisch-katholischer Konfession sind nach St. Ulrich und Afra (Feuchtwangen) gepfarrt.